# ۱۰۰۷ (خورشیدی)
۱۰۰۷ هزار و هفتمین سال هجری خورشیدی است.

## درگذشتگان
- ۳۰ دی - شاه عباس بزرگ صفوی، (زاده: ۹۴۹)، در مازندران.